# Zofiowo (Białoruś)
Zofiowo (biał. Сафіёва, Safijowa; ros. Софиёво, Sofijowo) – wieś na Białorusi, w obwodzie grodzieńskim, w rejonie grodzieńskim, w sielsowiecie Podłabienie, przy granicy z Polską.
W dwudziestoleciu międzywojennym wieś leżała w Polsce, w województwie białostockim, w powiecie augustowskim.